# Kevin Moran
Kevin Bernard Moran (Dublino, 29 aprile 1956) è un ex calciatore irlandese, di ruolo difensore.

## Palmarès

### Club

#### Competizioni nazionali
- Coppa d'Inghilterra: 2

Manchester United: 1982-1983, 1984-1985
- Charity Shield: 1

Manchester United: 1983